# Оспри (Флорида)
Оспри (енгл. Osprey) насељено је место без административног статуса у америчкој савезној држави Флорида.

## Демографија
По попису из 2010. године број становника је 6.100, што је 1.957 (47,2%) становника више него 2000. године.
| Група             | 2000.         | 2010.         |
| Белци             | 4.000 (96,5%) | 5.673 (93,0%) |
| Афроамериканци    | 8 (0,2%)      | 33 (0,5%)     |
| Азијати           | 36 (0,9%)     | 113 (1,9%)    |
| Хиспаноамериканци | 58 (1,4%)     | 206 (3,4%)    |
| Укупно            | 4.143         | 6.100         |